# 鹿儿岛水族館
鹿儿岛水族馆（英语：Io World Kagoshima Aquarium，日语：いおワールドかごしま水族館）是位于鹿儿岛县鹿儿岛市本港新町的市立水族馆。根据市条例，其正式名称为“鹿儿岛水族馆”。水族馆的设计理念是“黑潮浪漫之路”。“Io World”（鱼的世界）是它的昵称。它是日本动物园水族馆协会的成员。

## 简介
鹿儿岛水族馆于1997年5月30日开馆。馆内主要展出鹿儿岛沿岸以及受黑潮冲刷的鹿儿岛湾的海洋生物，同样也有许多来自半咸水和河流的生物。该馆的特色物种是鲸鲨和萨摩羽织虫。水族馆名称“Io”在鹿儿岛方言中意为“鱼”。总建设成本约为127亿日元。水族馆的外观以鳐鱼为原型。
鹿儿岛水族馆是日本首个成功喂养中华鲟并展出萨摩羽织虫的水族馆。2011年10月，游客人数突破1000万人。

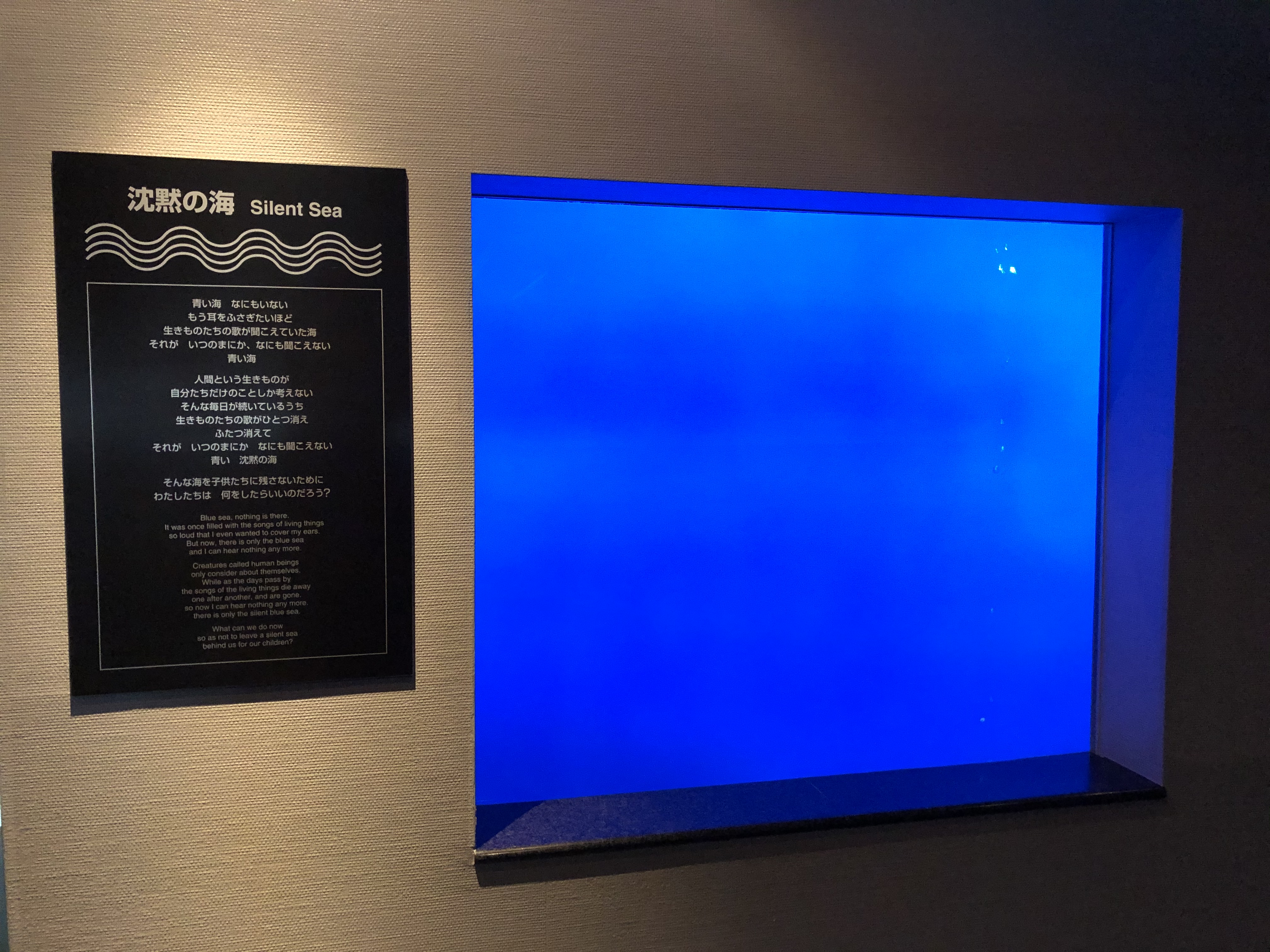
寂静之海

在参观的最后展示着由首任馆长吉田启正创作的“寂静之海”及其相关文字说明。里面没有任何生物展示，只有水，据说是为了引发人们对海洋环境的思考。

## 主要设施及饲养动物

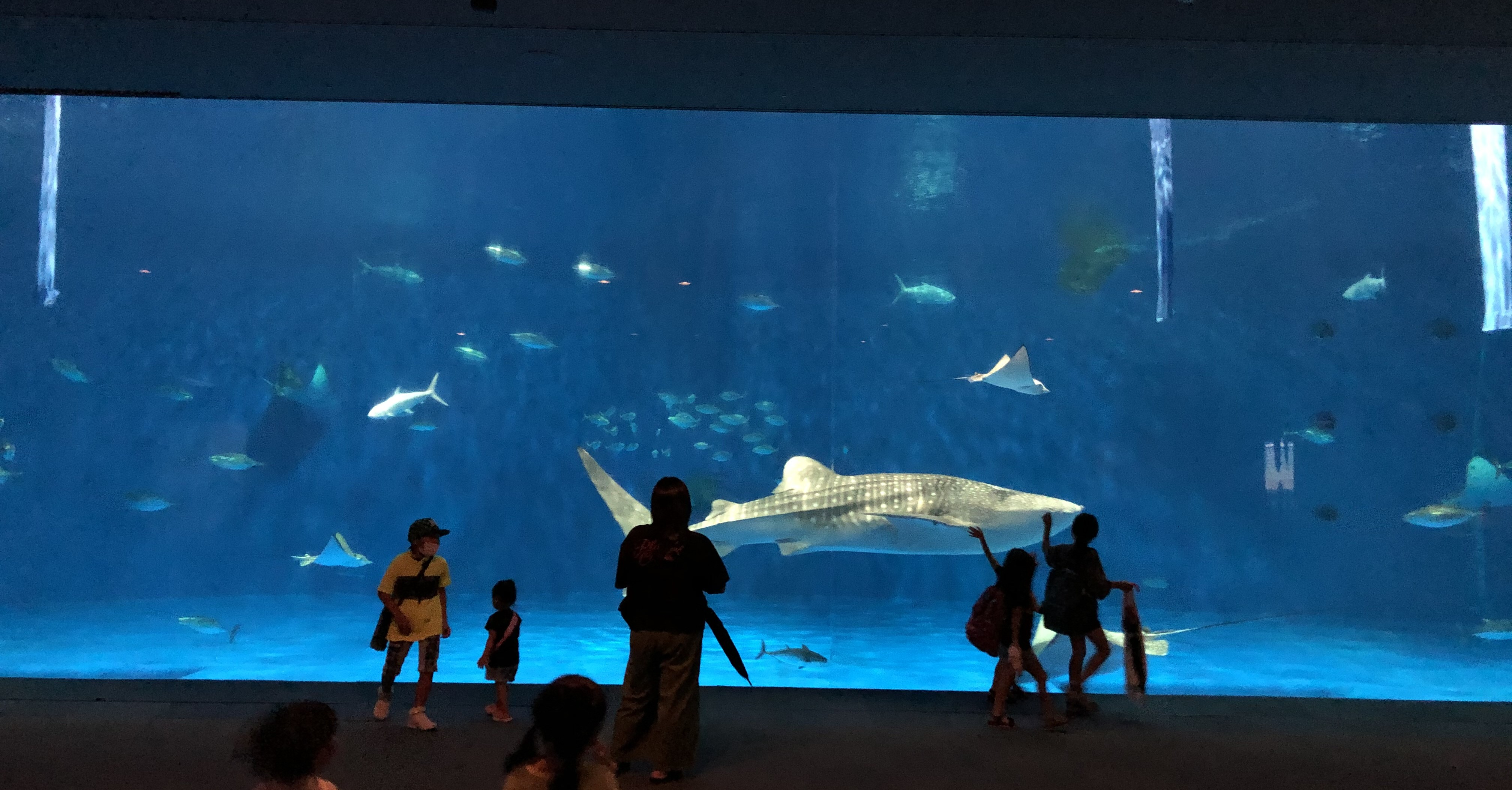
黑潮大水槽

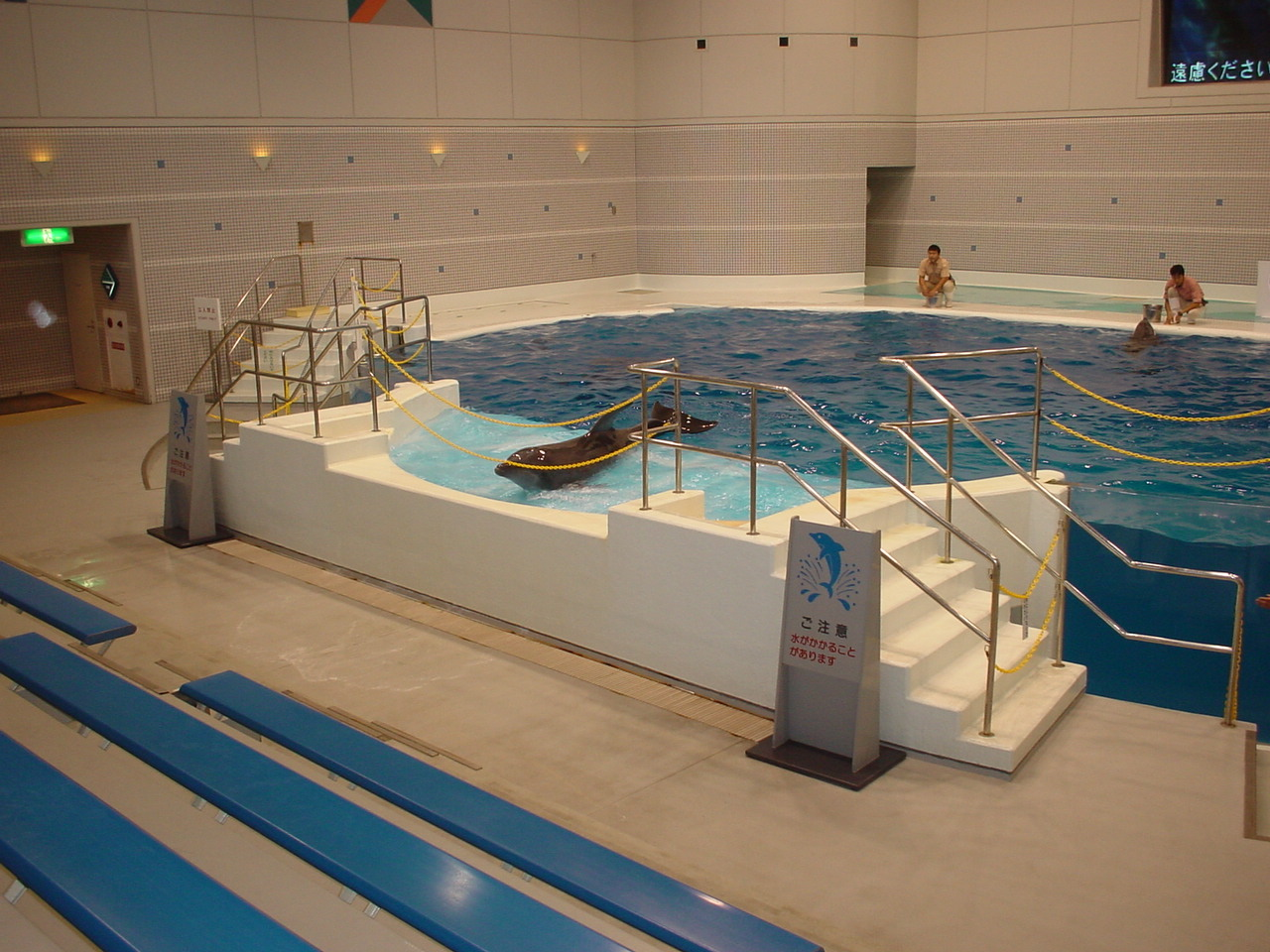
海豚池

水族馆分为地上五层和地下两层，游客可以按照既定路线在水族馆内观赏。
- 黑潮之海（黑潮大水槽）——水量达1500吨。馆内有鲸鲨、豹纹鲨、妖怪龙纹鲼、圆犁头鳐、斑鹰鳐、短尾鳐、中华鲟、蓝鳍金枪鱼、鲣鱼、虱目鱼等。
- 南西诸岛海——石斑鱼、雀鲷、蝴蝶鱼、花园鳗、珊瑚、海百合等。
- 鹿儿岛海——甘氏巨螯蟹、海鳝、日本龙虾、扁口鱼、猬虾、斑点莎瑙鱼、宽纹虎鲨等。
- 观景厅——朗氏印太喙鲸的完整骨架。眼前可见对岸的樱岛。
- 萨摩羽织虫一角
- 海藻与鱼类——重现沿海海藻床的水槽。
- 淡水水槽——苦草、鳉鱼、大和米虾、多齿新米虾等。
- 水母的一生——海月水母、珍珠水母等。
- 巨鳗水槽——鲈鳗、黑边汤鲤
- 电鳗水槽、巨骨舌鱼水槽
- 红树林水槽——花身𬶟、金钱鱼、弹涂鱼等。
- 海豹水槽——斑海豹
- 海豚池——宽吻海豚[9]
- 触摸池——海星、海参
- 户外水池——翻车鱼、鲯鳅

### 鲸鲨“Yuyu”
鹿儿岛水族馆拥有一个1500吨的黑潮大水槽，但这个水槽不足以容纳鲸鲨，因为鲸鲨很容易长到10米以上。因此，鲸鲨的展示和饲养采用“鹿儿岛方法”，即训练它们在体长达到5.8米之前回归野外。放归大海的鲸鲨身上会安装发射器，这对于了解鲸鲨的迁徙路线非常有效。
黑潮大水槽中饲养的鲸鲨世代被称为“Yuyu”，深受游客喜爱。
- 第一代（雄性）

2000年10月20日：在鹿儿岛县高山町（现肝附町）的固定网中捕获。体长4.25米。
2000年11月22日：开始在黑潮大水槽展示和饲养。
2002年7月24日：从黑潮大水槽移至鹿儿岛县笠沙町（现南萨摩市）的近海鱼圈。体长略超过5米。
2002年8月1日：放生。
- 第二代（雄性）

2002年6月17日：在鹿儿岛县笠佐町（现南萨摩市）的固定网中捕获。体长3.8米。
2002年7月24日：开始在黑潮大水槽展示和饲养。
2005年7月28日：从黑潮大水槽移至鹿儿岛县笠沙町的近海鱼圈。体长：略长5.4米。
2005年8月8日：从笠沙町野间岬近海放生。
- 第三代（雌性）

2005年6月25日：在鹿儿岛县坊津町秋目近海用固定网捕获。体长：4.4米。
2005年7月28日：开始在黑潮大水槽进行展示和饲养。
2007年7月21日：从黑潮大水槽移至鹿儿岛县南萨摩市的近海鱼圈。体长：略长5.3米。
2007年7月31日：从南萨摩市笠沙町近海放生。
- 第四代（雄性）

2005年7月20日：于鹿儿岛县笠沙町外海用定置网捕获。体长1.36米，体重15.2公斤。
2005年7月21日：送至鹿儿岛水族馆。
2005年10月27日：以昵称“Yuta”在黑潮大水槽的水下隧道中展出，与其他展出生物分开。
2007年7月21日：以第四代“Yuyu”的身份开始展出。体长2.58米。
2009年8月4日：从黑潮大水槽移至鹿儿岛县南萨摩市的近海鱼圈。体长4.47米。
2009年8月5日：在鹿儿岛县南萨摩市的近海鱼圈中发现其尸体。
- 第五代（雄性）

2009年6月25日：于鹿儿岛县南萨摩市笠沙町用固定网捕获。体长：3.8米。
2009年8月4日：开始在黑潮大水槽进行展示饲养。
2011年8月23日：从黑潮大水槽移至鹿儿岛县南萨摩市的近海鱼圈。体长：5.1米。
2011年9月7日：于南萨摩市野间岬外海放生。（配备卫星发射器）
- 第六代（雄性）

2011年7月15日：于指宿市海荣渔协用固定网捕获。体长：3.7米。
2011年8月23日：开始在黑潮大水槽进行展示饲养。
2014年11月4日：从黑潮大水槽移至鹿儿岛县南萨摩市笠沙町片浦港外海鱼圈。
2014年11月9日：病情突然恶化，确认死亡。
- 第七代（雄性）

2015年8月3日：被肝附町高山渔协用固定网捕获。体长4米。
2015年8月23日：开始在黑潮大水槽展示和饲养。

### 朗氏印太喙鲸

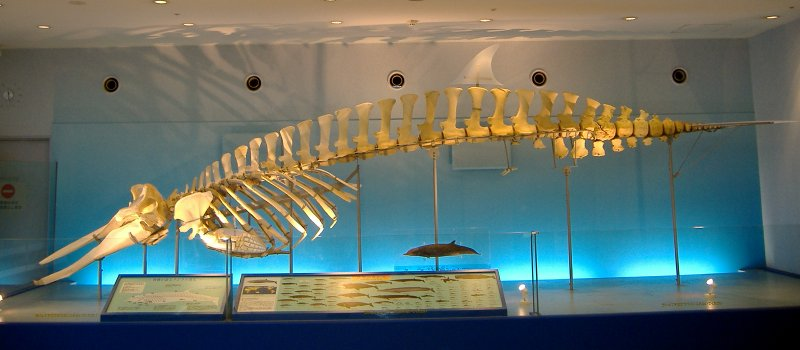
朗氏印太喙鲸完整骨架

五楼的观景厅展示了一具朗氏印太喙鲸的完整骨架。朗氏印太喙鲸是一种非常稀有的鲸鱼，能够观察到完整的骨架实属难得。
这具骨架取自一头于2002年7月26日在鹿儿岛县萨摩川内市被冲上岸的鲸鱼。

### 天草水母
水母走廊于2017年3月开放，是世界上第一个深海水母展览的展厅。

### 妖怪龙纹鲼

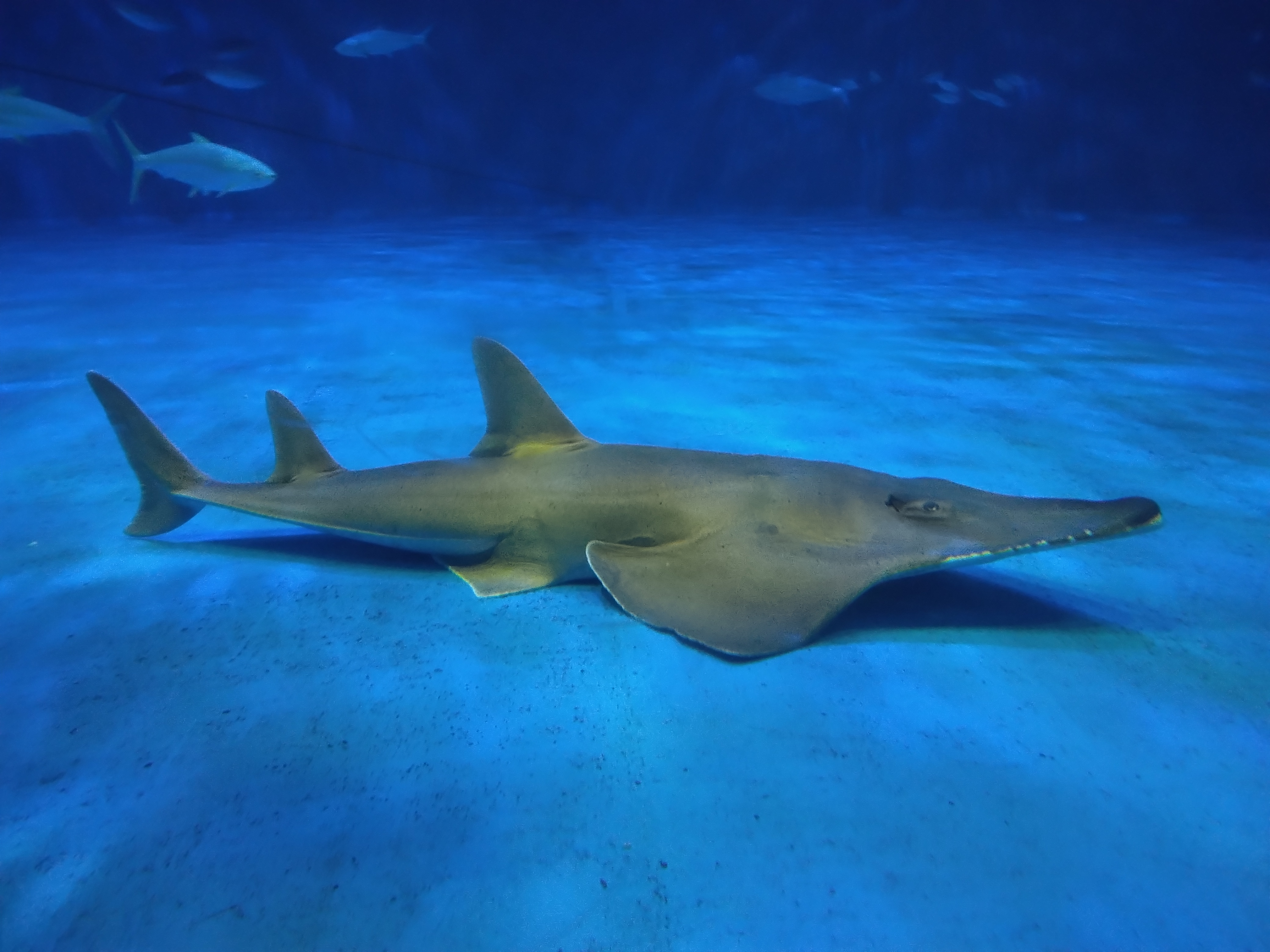
妖怪龙纹鲼

2020年，包括黑潮生物研究所在内的研究小组发现了一种自水族馆开放以来一直被当作澳洲龙纹鲼饲养了23年的鲼，并将其命名为“妖怪龙纹鲼”。这是近10年来日本海域首次发现新的鳐鱼物种。

## 公共交通
- 从水族馆电车站步行约8分钟。
- 从JR鹿儿岛站步行约15分钟即可到达。
- 从JR九州鹿儿岛中央站出发，乘坐市内巴士（开往水族馆）约15分钟，或乘坐鹿儿岛交通（经高速渡轮码头前往水族馆的快速巴士）约10分钟。从巴士站出发，您需要穿过樱岛渡轮码头大楼，从水族馆出口下车，然后过水路桥才能到达水族馆。